# Silvana Seidel Menchi
Silvana Seidel Menchi (Firenze, 2 aprile 1938) è una storica italiana.

## Biografia
Studente alle Università di Firenze, Basilea e Monaco con Delio Cantimori, Werner Kaegi e Bernhard Bischoft, Silvana Menchi si è laureata a Heidelberg e ha insegnato a Trento, all'École des Hautes Études en Sciences Sociales di Parigi, all'Università di Harvard e a quella di Pisa. 
Si è affermata come studiosa di storia dell'Età del Rinascimento, con un'attenzione particolare a Erasmo da Rotterdam e alla Storia della Riforma protestante in Italia. 
È sposata dal 1968 con lo storico dell'arte Max Seidel.

## Opere
- Erasmo in Italia, 1520-1580, Torino, Bollati Boringhieri, 1987, ISBN 88-339-0415-6.
- Erasmus als Ketzer: Reformation und Inquisition im Italien des XVI Jahrhunderts , Leiden, Brill, 1993. [traduzione francese, Paris, Gallimard, 1996]

### Curatele
- Francesco Guicciardini, Storia d'Italia, saggio introduttivo di Felix Gilbert, Collezione I Millenni, Torino, Einaudi, 1971.
- Erasmo da Rotterdam, Adagia. Sei saggi politici in forma di proverbi, Collana NUE n.172, Torino, Einaudi, 1980.
- AA.VV., I tribunali del matrimonio (secoli XV-XVIII), curatela con Diego Quaglioni, Annali dell'Istituto Storico Italo-Germanico in Trento. Quaderni n.68, Bologna, Il Mulino, 2006.
- Erasmo da Rotterdam, Giulio, Collana NUE n.12, Torino, Einaudi, 2014.
- Erasmo da Rotterdam, Prefazioni ai Vangeli, Collana NUE n.26, Torino, Einaudi, 2021, ISBN 978-88-062-3046-3.
- Ortensio Lando, Disquisizioni su passi scelti della Santa Scrittura, Collana NUE n., Torino, Einaudi, 2024, ISBN 978-88-062-6157-3.